# Погулево
Погулево (мкд. Погулево) је насеље у Северној Македонији, у југоисточном делу државе. Погулево је насеље у оквиру општине Радовиште.

## Географија
Погулево је смештено у југоисточном делу Северне Македоније. Од најближег града, Радовишта, насеље је удаљено 12 km западно.
Насеље Погулево се налази у историјској области Струмица. Насеље је на западном ободу Радовишког поља, које чини Стара река. Југозападно од села уздиже се планина Смрдеш. Надморска висина насеља је приближно 560 метара. 
Месна клима је континентална.

## Становништво
Погулево је према последњем попису из 2002. године имало 15 становника.
Већинско становништво у насељу су етнички Македонци (100%).
Претежна вероисповест месног становништва је православље.